# 新海街道 (汕头市)
新海街道是中华人民共和国广东省汕头市龙湖区下辖的一个街道办事处。

## 行政区划
新海街道下辖以下村级行政区划单位：
七合村、八合村、十一合村、东南村、西南村、东升村、六份村和大兴村。